# Nicolas Haas (compositeur)
Pour les articles homonymes, voir Nicolas Haas et Haas.
Nicolas Haas (né le 7 juillet 1969) est un auteur-compositeur-interprète français, originaire de Francheville, qui vit à Rosny-sous-Bois.

## Biographie
Nicolas Haas a commencé la musique à l'âge 4 ans par des cours de piano et de solfège.
À la fin des années 1980, il joue des claviers, compose et écrit les textes dans un groupe qui se produit dans les villages autour de chez lui, en Normandie. En 1991, il intègre l'INSAS,école de cinéma, pour y suivre des études d'ingénieur du son. Il y fait la connaissance de Jérôme Minière (pour lequel il réalise la bande-son de ses courts-métrages) et de Christian Schreurs (futur violoniste du groupe belge Venus).
En 1996, Nicolas Haas enregistre et mixe, en compagnie de Christian Schreurs, le premier album de Jérôme Minière Monde pour n'importe qui (sorti en 1997 sous le label Lithium).
À partir de 1998, Nicolas Haas signe un contrat d'édition chez Delabel Éditions et sort son premier album, de la "chanson électronique", sous le pseudonyme Laconic Pensées en escalier en octobre 2000. Christian Schreurs en cosigne les musiques. Le même jour, il publie un autre album sous un autre pseudonyme, Primaa, Le Théorème des ondes (distribution Tripsichord). Cet album instrumental, ambient-electronica-downtempo, produit par le label UWe, sera pré-nommé aux victoires de la musique 2001. Cette même année voit le jour, un double album Primaa Electrosphère et Nucléocubes très expérimental, dark ambient, (distribution La Baleine).
À partir de 2001, Nicolas Haas écrit des chansons, travaille sa voix, constitue une formation. Après de nombreux concerts, l’album Une île à ma portée sort à la fin de 2006. Nicolas en a composé les musiques avec Jérôme Suzat-Plessy et Matthieu Imberty (ex-membres de No One Is Innocent).
En 2009 et 2010, deux albums (distribués par Mosaïc Distribution) sortent : Nicolas Haas Un peu de nous (Mosaïc Distributions/Musiques Nicolas Haas et Matthieu Imberty) et l'album Primaa Re-fused. En 2012, un nouvel album de chansons au titre énigmatique "186c" voit le jour ... en CD Digipack et PlayButton ! À partir du 14 février 2016, le premier volet d'un triptyque thématique sort sous la forme d'un EP intitulé "Amour". Le second volet "Origine" sort en novembre 2018 (distribution Modulor) et est signé en Edition chez Aurasky Music en février 2019. Le dernier volet du triptyque "Symbole" sort en 2021 (distribution Modulor). Actuellement en cours d'écriture et de composition, le prochain album - qui sera composé de plusieurs disques et installations scéniques, est prévu pour 2025.
En parallèle de son travail de composition et de chant, Nicolas Haas a composé depuis 1998 la bande originale de films (Le Poulpe, Une vie d'ici, Infrarouge ...), de spots publicitaires (Axa, Volvic, Nestlé, Citroën Picasso, ...), de documentaires pour Canal+ et Arte (La Beauté cachée des Laids, Les Nouveaux Explorateurs, This is Family, Cowboy Forever, ...), d'habillages TV (série Même Age Même Adresse (M6), coupe du monde de foot 2002, portraits de ligue 1 (TV5), ...) et de dispositifs scéniques (FEMA 2022, théâtre...).
En 2007, récompense de la "Meilleure musique originale" pour le film Petit au festival de Poitiers.

## Discographie[3]
- 1998 - 3 titres sur B.O. Le Poulpe (musique pour le film de Guillaume Nicloux).
- 2000 - Pensées en Escalier, LACONIC[4], 12 titres, CD digipack.
- 2000 - Le Théorème des Ondes, PRIMAA, 11 titres, CD digipack.
- 2001 - Electrosphère et Nucléocubes, PRIMAA, 29 titres, double CD digipack.
- 2006 - Une île à ma portée, NICOLAS HAAS[5], 12 titres, CD.
- 2007 - 1 titre sur Le POP 4[6], CD 15 titres, compilation chansons françaises.
- 2009 - Un peu de nous, NICOLAS HAAS[7],[8], 13 titres, CD digipack.
- 2010 - S'abstenir (remix), NICOLAS HAAS[9], 4 titres, CD.
- 2010 - Re-fused, PRIMAA, 10 titres, CD digipack.
- 2012 - 186c, NICOLAS HAAS, 12 titres, CD digipack et livret 20 pages.
- 2016 - Amour, NICOLAS HAAS[10], 5 titres, CD digipack et Vinyle.
- 2018 - Origine, NICOLAS HAAS[11],[12], 5 titres, CD digipack et Vinyle.
- 2021 - Symbole, NICOLAS HAAS[11],[12], 7 titres, CD digipack et Vinyle.

## Musiques de films[13],[14]

### Longs métrages[14]
- 1998 - Le Poulpe[15](réal. G. Nicloux)
- 1999 - Rats and Rabbits (réal. L. Furey)
- 2000 - Bon Plan[16] (réal. J. Levy)
- 2007 - Darling[17](réal. C. Carrière), musique Nicolas Haas/Matthieu Imberty

### Courts-métrages[14]
- 1999 - 5549. (réal. E. Delmotte)
- 2000 - L'Embellie (réal. J-B. Erreca)
- 2000 - Une Vie d'Ici (réal. L. Mougin)
- 2001 - Simon (réal. R. Roinsard)
- 2001 - La Peur du Loup[18] (réal. L. Richerand)
- 2002 - Le silence (réal. D. Montefiore)
- 2004 - Dans l’ombre[19] (réal. Olivier Masset-Depasse)
- 2004 - Nicole et Daniel[20](réal. D. Fauche)
- 2006 - Petit[21]  (réal. E. Romestant)
- 2006 - Infrarouge  (réal. L. Mougin)
- 2008 - Plus rien jamais  (réal. L. Mougin)
- 2013 - AAA (réal. L. Brett/N. Haas)
- 2019 - Ange (réal. José Decarvalho)

### Spots publicitaires[14]
- 1998 - Epson (réal. J-B. Erreca)
- 1998 - Rhône Poulenc (réal. L. Mougin)
- 1999 - Le Journal (réal. L. Chanez)
- 1999 - Harley Davidson (réal. V. Jérôme)
- 1999 - Volvic (réal. L. Mougin)
- 2000 - Buycentral (réal. L. Mougin)
- 2000 - Banque Alimentaire (réal. L. Mougin)
- 2001 - Nestlé Noir (réal. L. Mougin)
- 2001 - Citroën C5 (réal. L. Mougin)
- 2002 - Citroën Picasso (réal. L. Mougin)
- 2004 - Avocats (réal. L. Mougin)
- 2005 - Liber-T (réal. L. Mougin)
- 2005 - Bois.com (réal. E. Delmotte)
- 2006 - Q-Tel (réal. L Mougin)
- 2007 - Demak’up (réal. E. Delmotte)
- 2007 - Aviva (réal. P. Pollet-Villard)(musique. N.Haas/M. Imberty)
- 2007 - Ecofioul (réal. E. Delmotte)
- 2008 - Aforge (réal. R. Prual-Reavis)
- 2009 - Valentino (musique. N.Haas/M. Imberty)
- 2010 - Méditel (réal. Lionel Mougin)
- 2010 - Coca Maroc (réal. Lionel Mougin)
- 2011 - Biomédecine
- 2013 - Axa (3 spots, réal. Lionel Mougin, musique. N.Haas/M. Imberty)
- 2014 - Axa (2 spots, réal. Lionel Mougin)
- 2014 - Argus.fr (réal. David Fauche)
- 2016 - Saint-Hubert
- 2021 - Qorus (réal. Lionel Mougin)

### Documentaires/théâtre/autres
- 1996 - Dossiers de l'Écrou (réal. J-B Erreca), Œil du Cyclone
- 1997 - Métamorphose d'une mélodie (théâtre à Bretelles)
- 2000 - Candide au Pays du Pollo[22](docu/réal. Ch. Lowden)
- 2000 - La Femme de Chambre (mise en scène N. Kantor)
- 2001 - La Gourmandise - Variation 3 (mise en scène N. Kantor)
- 2002 - Génériques Coupe du Monde de Football (réal. Jean-Marc Panis/ RTBF)
- 2004 - Générique + 15 épisodes Même Age, Même Adresse (série M6, 15x 52 minutes )
- 2006 - CowBoy Forever[23] (réal. J-B. Erreca, docu/fiction, 26 minutes )
- 2008 - « 4 Portraits » Total (réal. Carlos Gil Silveira, institutionnel, 4 x 8 minutes )
- 2008 - El Tren Francés (réal. J-B. Erreca, documentaire, 52 minutes )
- 2008 - Les Fils du Soleil[24] (réal. J-L. Guidoin, documentaire, 52 minutes )
- 2008 - L’Ultime Bataille Maya[25] (réal. J-P. Pons-Malartre, documentaire, 52 minutes )
- 2008 - Les Voyageurs du Temps[26] (réal. J-L. Guidoin, documentaire, 52 minutes )
- 2009 - Le Gran Capitan[27] (réal. J-B. Erreca, documentaire, 52 minutes )
- 2009 - Le Monde en Actions – USA (réal. J-L. Guidoin, documentaire, 52 minutes )
- 2009 - Indian Pacific (réal. J-B. Erreca, documentaire, 52 minutes )
- 2010 - This is family[28](réal. J-B. Erreca, documentaire, 90 minutes )
- 2010 - Langkawi Ekspress[29] (réal. J-B. Erreca, documentaire, 52 minutes )
- 2010 - North East Exspres[30](réal. J-B. Erreca, documentaire, 52 minutes )
- 2011 - Le Train de la Réunification[31] (réal. J-B. Erreca, documentaire, 52 minutes )
- 2011 - Making Of de Largo Winch 2[32](réal. V. Casiro, documentaire, 60 minutes )
- 2011 - Sans crier gare au Portugal (réal. J-B. Erreca, documentaire, 52 minutes )
- 2013 - Françoise Spiekermeyer au Brésil[33](réal. J-B. Erreca, documentaire, 52 minutes )
- 2013 - Céline Hue au Kenya (réal. Céline Hue, documentaire, 52 minutes)
- 2015 - Les Pensées de Paul (réal. J-B. Erreca, documentaire, 52 minutes)
- 2016 - Le Rêve de Nikolaï[34](réal. Maria Karaguiozova, documentaire, 50 minutes)
- 2018 - Sextoys, et si on vibrait ! (réal. J-B. Erreca et L. Scarbonchi, documentaire, 52 minutes)
- 2020 - Le Siècle des Spectateurs[35] (création C. Châtel, festival du film de Bruxelles, boucle sensorielle de 6 minutes)
- 2021 - La beauté cachée des laids[36](réalisation. J-B Erreca, 2x 52 minutes, documentaires ARTE)
- 2022 - Flash Back Memories[37] (création C. Châtel, expo. FEMA La Rochelle, boucle sensorielle de 20 minutes)

## Honneurs
- 2007 - "Meilleure musique originale" pour le film Petit au festival de Poitiers.
- 2013 - Sélection Grand Zebrock 2013